# بريندا روجاس
بريندا روجاس (بالإسبانية: Brenda Rojas) هي راكبة الكنو أرجنتينية، ولدت في 15 أكتوبر 1995.

## وصلات خارجية
- بريندا روجاس على موقع الاتحاد الدولي للكانو (الإنجليزية)
- بريندا روجاس على موقع اللجنة الأولمبية الدولية (الإنجليزية)
- بريندا روجاس على موقع أوليمبيديا (الإنجليزية)
- بريندا روجاس على موقع اللجنة الأولمبية الأرجنتينية (الإسبانية)